# Zulú (película)
Zulú es una película británica de 1964, dirigida por Cy Endfield y protagonizada por Stanley Baker, Michael Caine, Jack Hawkins, Ulla Jacobsson, James Booth y Nigel Green en los papeles principales.
Basada en hechos reales, una sangrienta batalla que tuvo lugar en Sudáfrica el 23 de enero de 1879, la batalla de Rorke's Drift, en la que 140 soldados británicos tuvieron que enfrentarse a 4000 guerreros zulúes.

## Sinopsis
Tras el desastre que para el Ejército Británico supuso la batalla de Isandhlwana, los tenientes: John Chard, ingeniero,  (Stanley Baker) y el teniente de Infantería, Gonville Bromhead (Michael Caine) se encuentran con que su contingente de 140 hombres se ha quedado aislado del resto de las tropas británicas dentro del territorio zulú. Son informados de que 4000 guerreros nativos están en camino para atacarles. Los dos tenientes tienen criterios militares diferentes y entre ellos se crea un conflicto sobre la mejor manera de preparar la inevitable batalla.
En 1879, en la colonia Natal de Sudáfrica, el fanático reverendo Otto Witt y su hija Margaretta está siendo testigos de una masiva boda zulú de sus mejores guerreros. Un mensajero interrumpe las celebraciones para informar al jefe Cetshwayo de la victoria en Insandlwana. Ante las noticias alarmantes y viendo su iglesia y vidas en peligro, el reverendo Witt parte junto con su hija Margaretta para avisar al destacamento británico que ocupa la misión.
Se está a las puertas del conflicto que se vino a llamar como la guerra anglo-zulú, que enfrentó en tierras sudafricanas a los zulúes con los soldados del ejército británico. 
El reverendo Witt en vez de contribuir a consolidar la defensa de la misión solo se transforma en estorbo al ahuyentar a los porteadores y ayudantes de los británicos con sus sermones fuera de todo temple y debe ser enviado fuera del campo por los británicos.
El 22 de enero de aquel año, en la batalla de Isandlwana, el ejército zulú arrolla a los ingleses. Y aunque la cifra de muertos no llegará al millar, será la gran derrota británica de su etapa colonial, la más inesperada, la que quedará anclada en la memoria.
Aunque el enfrentamiento entre los tenientes John Chard (teniente del cuerpo de ingenieros reales del ejército) y Gonville Bromhead, de procedencia aristocrática, para hacerse con el mando parece que alterará la paz de la misión, lo que verdaderamente alterará el orden será el feroz y organizado ataque zulú que se avecina. El templado sargento Frank Bourne y su flemático comportamiento militar consolida las divisiones interiores.
Los zulú se presentan organizadamente y comienzan un ataque para medir las fuerzas de los casacas rojas, luego oleada tras oleada invaden el perímetro de la misión, solo la disciplina salva de una matanza segura a los británicos quienes se defienden valerosamente sacando fuerzas extraordinarias de su temple.
Finalmente, casi al borde el exterminio el ataque cesa y los zulú rinden honores a los agotados soldados británicos. En la contienda real, no se conoce a ciencia cierta si esto ocurrió de la manera que se muestra en la película, pero lo que sí se conoce es que los británicos se retiraron tras las 12 horas exhaustivas de ataques y las 72 de mala alimentación y aprovisionamiento.
Veinticinco mil guerreros zulúes arrasaron a mil casacas rojas británicos pero, el mismo día de la victoria de Isandlwana; sin embargo, otros cuatro mil zulúes no fueron capaces de vencer a 139 galeses (incluyendo a heridos, agregados y un escocés) que defendían la misión de Rorke´s Drift, demostrando que Isandlwana fue una excepción.

## Reparto
- Stanley Baker.... Teniente John Chard
- Michael Caine.... Teniente Gonville Bromhead
- Jack Hawkins.... Pastor reverendo Otto Witt
- James Booth.... Soldado Henry Hook
- Nigel Green.... Sargento Frank Bourne
- Glynn Edwards.... Cabo William Allen
- Ivor Emmanuel.... Soldado Owen
- Neil McCarthy.... Soldado Thomas
- Patrick Magee.... Mayor cirujano James Henry Reynolds
- Gert Van den Bergh.... Teniente Josef Adendorff
- Dickie Owen.... Cabo Schiess

## Producción
- En esta película, el actor Michael Caine tuvo su primer papel protagonista.
- Se filmó íntegramente en las montañas Drakensberg, en el Royal Natal National Park, Provincia de KwaZulu-Natal, Sudáfrica.
- La película se realizó estando vigente la política del apartheid.
- Los extras nativos contratados fueron auténticos guerreros Zulú.

## Premios
Premios BAFTA 1964
- Nominado Mejor Dirección Artística (Color)